# جوليو سيزار تيكسيرا
جوليو سيزار تيكسيرا (18 يونيو 1979 في البرازيل - ) هو لاعب كرة قدم برازيلي في مركزي الدفاع والظهير. لعب مع أتلتيكو غويانيينسي وباوليستا ونادي سبورت ريسيفه ونادي كوريتيبا ونادي كورينثيانز وCampinense Clube ‏ ونادي ريمو ونادي اتلتيكو سوروكابا وGoianésia Esporte Clube ‏.

## وصلات خارجية
- جوليو سيزار تيكسيرا على موقع Soccerway.com (الإنجليزية)